# Thyroptera tricolor
Il pipistrello tricolore (Thyroptera tricolor  Spix, 1823) è un pipistrello della famiglia dei Tirotteridi diffuso nel Continente americano.

## Descrizione

### Dimensioni
Pipistrello di piccole dimensioni, con la lunghezza della testa e del corpo tra 37 e 46 mm, la lunghezza dell'avambraccio tra 34 e 38 mm, la lunghezza della coda tra 24 e 33 mm, la lunghezza del piede tra 5 e 7 mm, la lunghezza delle orecchie tra 11 e 14 mm e un peso fino a 5 g.

### Aspetto
La pelliccia è lunga e lanuginosa. Le parti dorsali sono marroni scure o bruno-rossastre, mentre le parti ventrali sono bianche o giallastre. Il muso è lungo ed appuntito, gli occhi sono piccoli. Le orecchie sono a forma di imbuto, separate e marroni chiare. Il trago è corto e con l'estremità arrotondata. Le ali sono attaccate posteriormente alla base dell'artiglio dell'alluce. Sono presenti dei grossi cuscinetti adesivi rotondi alla base dei pollici e sulla pianta dei piccoli piedi. La punta della lunga coda si estende per circa 5–8 mm oltre l'ampio uropatagio, il quale è praticamente privo di peli. Il calcar è lungo e con due distinti rigonfiamenti lungo il bordo esterno. Il cariotipo è 2n=40 FNa=38.

## Biologia

### Comportamento
Si rifugia solitariamente o in gruppi fino a 9 individui equamente suddivisi in maschi e femmine, all'interno di foglie arrotolate di giovani banani e alberi dei generi Heliconia e Calathea, generalmente con un'apertura tra 50 e 100 mm. Poiché questo tipo di foglie tende ad aprirsi in breve tempo, si presume che questi tipi di rifugi vengano utilizzati al massimo per un giorno. Diversamente dagli altri pipistrelli, a riposo assume una posizione a testa all'insù. Il volo è rapido ed altamente manovrato.

### Alimentazione
Si nutre di piccoli insetti catturati in volo.

## Distribuzione e habitat
Questa specie è diffusa dal Messico meridionale, attraverso l'America centrale fino al Brasile sud-orientale. È presente anche sull'isola di Trinidad.
Vive nelle foreste di pianura e collinari, foreste amazzoniche, atlantiche, foreste paludose fino a 1.800 metri di altitudine.

## Tassonomia
Sono state riconosciute 3 sottospecie:
- T.t.tricolor: Venezuela, Guyana, Suriname, Guyana francese, Trinidad, stati brasiliani di Amapá, Pará, Amazonas e Rio de Janeiro; Bolivia settentrionale.
- T.t.juquiaensis (Vieira, 1942): Stato brasiliano di San Paolo;
- T.t.albiventer (Tomes, 1856): stati messicani meridionali di Veracruz, Tabasco, Chiapas; Guatemala, Belize, Honduras, Costa Rica, Panama; Colombia centrale, Ecuador e Perù occidentali.

## Conservazione
La IUCN Red List, considerato il vasto areale e la tolleranza a diversi tipi di habitat, classifica T.tricolor come specie a rischio minimo (Least Concern)).